# Безимов, Александр Николаевич
Александр Николаевич Безимов (укр. Олександр Миколайович Безімов; 8 февраля 1984, Молдавская ССР, СССР) — украинский и российский футболист. Мастер спорта Молдовы.

## Карьера
Воспитанник ДЮСШ (Унгены), Первый  тренер  Цуркан  Виктор  Иванович. Окончил кишинёвскую среднюю школу № 7 имени Л. Н. Толстого и Смоленскую государственную академию физической культуры, спорта и туризма. Начинал свою карьеру в команде «Униспорт-Авто», которая выступала в молдавской Национальной дивизии. Затем Безимов переехал в Россию. В течение нескольких лет он играл за смоленские любительские коллективы и клуб второго дивизиона «Спартак» (Щёлково).
Зимой 2010 года форвард вернулся в Молдову и подписал контракт с «Зимбру», но уже через год он покинул команду. В дальнейшем Безимов выступал за другие ведущие коллективы страны «Милсами», «Искру-Сталь» и «Зарю».
В 2011 году в составе «Милсами» сыграл в одном матче в квалификационном этапе розыгрыша Лиги Европы УЕФА.

## Достижения
- Бронзовый призёр Чемпионата Молдовы (1): 2010/11.